# Rózsásfejű papagáj
A rózsásfejű papagáj (Pionus tumultuosus), korábban rózsafejű papagáj, a madarak osztályának papagájalakúak (Psittaciformes) rendjébe és a papagájfélék (Psittacidae) családjába tartozó faj.

## Rendszerezése
A fajt Johann Jakob von Tschudi svájci természettudós írta le 1844-ben, a Psittacus nembe Psittacus tumultuosus néven.
Korábbi alfaja (Pionus tumultuosus seniloides) ma már faji szinten áll, mint őszfejű papagáj (Pionus seniloides).

## Előfordulása
Az Andok hegységben, Bolívia és Peru területén honos. Természetes élőhelyei a szubtrópusi vagy trópusi hegyi esőerdők. Állandó, nem vonuló faj.

## Megjelenése
Átlagos testhossza 30 centiméter, testtömege 229-250 gramm.

## Természetvédelmi helyzete
Az elterjedési területe nagyon nagy, egyedszáma ugyan csökken, de még nem éri el a kritikus szintet. A Természetvédelmi Világszövetség Vörös listáján nem fenyegetett fajként szerepel.